# Tom Hulce
Thomas Edward Hulce (Whitewater, Wisconsin, 6 de desembre de 1953) és un actor i productor de teatre estatunidenc, conegut especialment per la seva interpretació de Mozart a la pel·lícula Amadeus. A mitjans dels 1990 es va retirar de la seva carrera d'actor per centrar-se en la faceta de direcció i producció teatral.

## Biografia
Va créixer a Plymouth (Michigan) on es va criar amb les seves dues germanes i el seu germà gran. Volia ser un cantant, però va haver de fer un canvi de plans quan la seva veu va començar a canviar.
Quan se li va preguntar una vegada per què va triar actuar, Tom va respondre: "Perquè algú em va dir que no podia". Una determinació com aquesta l'ha ajudat a aconseguir una posició respectada a la comunitat d'actors. Tom es va establir objectius des del principi. Es va graduar a l'escola als 19 anys, i es va prendre una dècada lliure per a poder tenir èxit com a actor. Va treballar a Ann Arbor com acomodador i venent entrades en una petita companyia de teatre. Quan va veure Christopher Walken actuar en una obra de teatre a Stratford (Ontario), li va causar una gran impressió, i va decidir ser actor.
Mentre que els seus pares no van estar totalment d'acord amb la idea que el seu fill esdevingués actor, en Tom tenia determinació i es va decidir formar-se per a aconseguir el seu objectiu. Va estudiar a l'Escola de les Arts de Carolina del Nord a Winston-Salem, a l'Stand Bay Harbor (Maine), a Sarasota (Florida) i va passar un estiu a Anglaterra abans d'anar a la ciutat de Nova York.

## Carrera
Un mes després de la seva arribada a Broadway, Tom va ser triat com a suplent de Peter Firth a l'obra de Broadway Equus. Tom tenia remordiments de consciència pel que fa a aquesta funció. D'una banda volia el paper... malament. D'altra banda, es va preguntar què passaria si Peter deixava el paper; podria omplir aquestes sabates? Quan va arribar el moment, nou mesos després de ser contractat, Tom va saber que havia d'actuar a la seva manera. No s'esperava que fos un altre Peter Firth ... ell havia estat contractat per ocupar el paper a la seva manera". "Em vaig adonar que era un actor diferent i que ho faria de la meva pròpia manera". Equus compta amb uns "primers" de Tom. Un, ser el seu primer gran paper; dos, que va ser el seu primer paper a Broadway i en tercer lloc, que va ser la seva primera actuació nua. Durant nou minuts Tom i la seva co-estrella, Roberta Maxwell, estaven nus en una escena que semblava impossible la dècada anterior (1960). En una entrevista Tom va reflexionar: "Està tan hàbilment escrit i desenvolupat que no sembla una cosa inusual fer-ho. No hi ha vergonya, jo no penso en això en absolut". Durant la carrera d'Equus, Tom va rebutjar una gran oferta de televisió. Altres obres que van seguir Equus van ser Memòria de dos dilluns d'Arthur Miller, juntament amb obres com Julius Caesar, Romeu i Julieta, Candida de Shaw, i La gavina de Txékhov, i, de nou a Broadway en el paper de Tony a A Few Good Men d'Aaron Sorkin.
Tom fins i tot ha dirigit el "Sleep Around Town", musical de l'off - Broadway a Dramaturgs Horizon. El 1977 Tom va obtenir el seu primer paper al cinema en la pel·lícula sobre el dia que James Dean va morir (September 30, 1955). Aquest seria la primera d'una llarga sèrie de pel·lícules d'època. La següent va ser Animal House (1978). Ambientada en la dècada de 1960, Tom feia el paper de "Pinto", juntament amb aquest tipus d'exalumnes de la comèdia com John Belushi, Tim Matheson, i Donald Sutherland.
L'any 1984 li va donar el paper que el va posar al mapa: el paper principal de Wolfgang Amadeus Mozart a la pel·lícula guanyadora de l'Oscar, Amadeus (1984), era una meravella tal que fins i tot va impulsar les vendes de la música de Mozart en un 30%. Filmada a Praga, Tom anava vestit amb una jaqueta de vellut porpra, roba interior i mitjanes blanques, amb una perruca blanca espessa i repartint un riure hilarant (sovint comparat amb el d'una hiena). La interpretació de Tom de l'"home-nen" geni de la música va ser una actuació nominada a l'Oscar.
Tom ha estat en moltes més pel·lícules ambientades en el passat: Those Lips, Those Eyes (1980) (1950), Shadow Man (1988) (Segona Guerra Mundial), Frankenstein de Mary Shelley (1994) (1800), Les ales del coratge (1995) (1930), i El geperut de Notre Dame de Disney (1996) (1500). Tom va aparèixer a Echo Park (1986) amb Susan Dey, una pel·lícula que va tenir una lluita per obtenir posats en llibertat segueix sent una de les millors actuacions de Tom i n'està molt orgullós. Una altra pel·lícula que Tom se sent molt orgull de és Dominick and Eugene (1988). Protagonitzada per Ray Liotta i Jamie Lee Curtis, Tom va fer el paper de Dominick Luciano, un germà bessó amb discapacitat mental. El jove treballa com escombriaire per ajudar el seu germà a estudiar medicina perquè pugui esdevenir un "metge ric" i que es pugui permetre el luxe de tenir una "casa al costat d'un llac". Tom va passar temps estudiant persones en un barri de Pittsburgh i de persones amb discapacitat en un centre de formació professional perquè pogués dominar la innocència i la determinació que el paper principal requeria. Va rebre el premi al Millor Actor al Festival de Seattle per la seva actuació .
Assassinat a Mississipi (1990) va ser la segona pel·lícula de televisió de Tom (el primer va ser Forget-Me-Not-Lane (197), una producció de Hallmark Hall of Fame. Fent el paper de Michael Schwerner, el treballador social de Nova York i combatent de la llibertat que és assassinat per membres del Ku Klux Klan el 1964 durant l'Estiu de la Llibertat, Tom va rebre una nominació a l'Emmy i la seva tercera nominació al Golden Globe.
El cercle del Poder (1991) (The Inner Circle) va dur Tom a Rússia, on va ser Ivan Sanshin, el projeccionista de cinema privat de Stalin dins dels murs del Kremlin. Basat en una història real, Ivan era un exemple perfecte de com moltes persones no van saber veure les horribles condicions que Stalin va dur a molts conciutadans i seguir amb una lleialtat ignorant. Un cop allà, Tom va tenir la sort de conèixer i passar temps amb Alexander Ganshin, en qui està basada la pel·lícula.
La seva interpretació de Peter Patrone, a Entre dos amors de TNT (1995), li va valer un premi Emmy al millor actor de repartiment en una miniserie o especial. I 1996 va ser una experiència totalment nova per Tom. Disney estava buscant algú especial per retratar el seu gentil Quasimodo en la seva nova funció completa del cinema d'animació, El geperut de Notre Dame (1996) .
Tom mai havia fet treball de doblatge d'una pel·lícula sencera; cantar davant un micròfon era una cosa, però per fer la cançó i la veu d'algú que no podia veure mentre es realitza va ser una experiència totalment nova per a ell. Quan va arribar a una primera audició va pensar que era estrany que els productors i el director estaven mirant a terra mentre cantava ... fins que es va adonar que estaven mirant esbossos de Quasimodo i estaven tractant de "sentir" si ell sonava com el seu campaner .
El 1998 Tom va tornar als escenaris, però aquesta vegada com a director, ja que va emprendre l'enorme tasca de portar la novel·la de John Irving de 1985, The Cider House Rules, als escenaris. Una producció de 8 hores que requeria l'audiència de dos dies per veure tot l'espectacle, que era tota una empresa. Va estar codirigida amb Jane Jones.
Durant els últims vuit anys, Tom ha viscut a Seattle (Washington). Ell sap que podria viure a Los Angeles o Nova York -els centres de l'espectacle- però a Seattle és a prop de les coses que estima.

## Filmografia
| Any  | Títol                                         | Paper                     | Notes |
| ---- | --------------------------------------------- | ------------------------- | --- |
| 1975 | Forget-Me-Not-Lane                            |                           | Telefilm |
| 1976 | Song of Myself                                |                           | Telefilm |
| 1977 | September 30, 1955                            |                           | |
| 1978 | National Lampoon's Animal House               | Lawrence "Larry" Kroger   | |
| 1980 | Those Lips, Those Eyes                        |                           | |
| 1984 | Amadeus                                       | Wolfgang Amadeus Mozart   | Nominat − Oscar al millor actor Nominat − Globus d'Or al millor actor dramàtic                                                        |
| 1986 | The Rise and Rise of Daniel Rocket            |                           | |
| 1986 | Echo Park                                     | Jonathan                  | |
| 1987 | Slam Dance                                    | C.C. Drood                | |
| 1988 | La força d'un ser menor (Dominick and Eugene) | Dominick "Nicky" Luciano  | Nominat − Globus d'Or al millor actor dramàtic                                                                                        |
| 1988 | Shadow Man                                    | Shadowman/David Rubenstin | |
| 1989 | Parenthood                                    | Larry Buckman             | |
| 1990 | Murder in Mississippi                         | Mickey Schwerner          | Nominat − Globus d'Or al millor actor en minisèrie o telefilm Nominat − Primetime Emmy al millor actor en minisèrie o especial        |
| 1991 | El cercle dels íntims                         | Ivan Sanshin              | |
| 1993 | Fearless                                      | Brillstein                | |
| 1994 | Mary Shelley's Frankenstein                   | Henry Clerval             | |
| 1994 | Wings of Courage                              | Antoine de Saint Exupéry  | |
| 1995 | The Heidi Chronicles                          | Peter Patrone             | Primetime Emmy al millor actor en minisèrie o especial Nominat − Globus d'Or al millor actor secundari en sèrie, minisèrie o telefilm |
| 1996 | El geperut de Notre Dame                      | Quasimodo                 | Veu |
| 2002 | The Hunchback of Notre Dame II                | Quasimodo                 | Veu Llançament directe a vídeo |
| 2004 | Una casa a la fi del món                      |                           | Productor |
| 2006 | Stranger Than Fiction                         | Dr. Cayly                 | Cameo |
| 2008 | Jumper                                        | Mr. Bowker                | Cameo |